# Other People's Songs
Other People's Songs è un album discografico di cover del gruppo musicale synthpop britannico Erasure, pubblicato nel 2003.

## Tracce
1. Solsbury Hill (Peter Gabriel)
2. Everybody's Got to Learn Sometime (The Korgis)
3. Make Me Smile (Come Up and See Me) (Steve Harley & Cockney Rebel)
4. Everyday (Buddy Holly)
5. When Will I See You Again (The Three Degrees)
6. Walking in the Rain (The Ronettes)
7. True Love Ways (Buddy Holly)
8. Ebb Tide (The Righteous Brothers)
9. Can't Help Falling in Love (Elvis Presley)
10. You've Lost That Lovin' Feelin' (The Righteous Brothers)
11. Goodnight (Cliff Eberhardt)
12. Video Killed the Radio Star (The Buggles)

## Formazione
- Andy Bell - voce
- Vince Clarke - chitarra, synth